# Heisteria pallida
Heisteria pallida é uma espécie vegetal do género Heisteria, encontrada no Brasil.
A casca do caule de H. pallida contém: ourateacatequina (4'-O-metil - (-) - epigalocatequina), ouratea-proanthocyanidina A (epiafzelechin- (4β → 8) -4'-O-metil - (-) - epigalocatequina) e a propelargonidina trimérica epiafelazin- (4β → 8) -epiafelecetina- (4β → 8) -4'-O-metil- (-) - epigalocatequina.